# Araldo

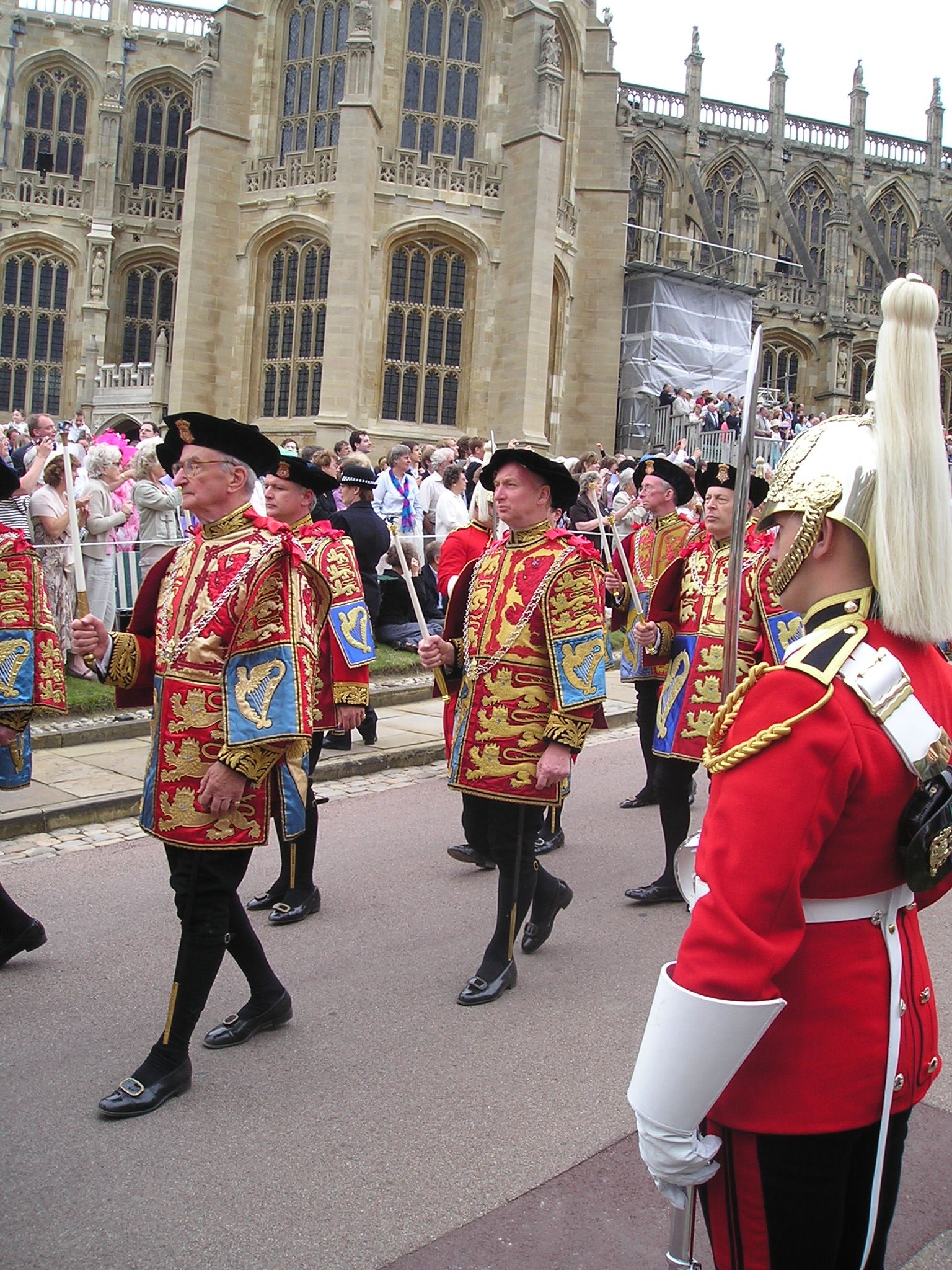
Araldi (Heralds) in corteo al Castello di Windsor per una cerimonia dell'Ordine della Giarrettiera

Araldo è il termine riferito a un incarico ufficiale i cui compiti furono diversi nelle varie epoche storiche.
Tra gli antichi greci l'araldo aveva il compito di rendere pubblici gli atti e disposizioni delle autorità civili e religiose (funzione poi ereditata dal banditore) e talvolta di mantenere le relazioni con popoli stranieri o nemici. Grande era l'importanza degli araldi, detti kérukes, soprattutto nell'età omerica e conservarono fino al IV secolo a.C. in Atene funzioni di un certo rilievo nelle assemblee popolari.
Nel medioevo, gli araldi erano pubblici ufficiali addetti alle corti dei sovrani e dei grandi feudatari ed agli ordini cavallereschi. Inizialmente usati per l'organizzazione di tornei cavallereschi, divennero poi esperti di blasoni ed anche, in campo militare, messaggeri usati per la dichiarazione di guerra o l'intimazione di resa.
In epoca contemporanea, ci sono alcuni Paesi che dispongono ancora di araldi, in particolare il Regno Unito, il Sudafrica, la Spagna ed il Canada; sono presenti anche in Scozia, Irlanda e Paesi Bassi.

## Storia

### Età antica
Nei poemi epici della classicità si incontrano alcuni araldi: Taltibio e Dolone nell'Iliade; Venulo nell'Eneide.
Simili agli araldi greci, detti kerukes, erano nell'Antica Roma i calatores e gli apparitores, i primi per gli uffici religiosi, i secondi per i pubblici. Erano poi presenti i feciales con compiti istituzionali.
Passando al medioevo, gli araldi erano pubblici ufficiali addetti alle corti dei sovrani e dei grandi feudatari ed agli ordini cavallereschi. Non risulta alcun legame tra gli araldi greci e romani, da un lato, e gli araldi medioevali. Tale connessione sembra che sia stata creata nel XV secolo dagli araldi stessi, allo scopo di provare l'antichità e la nobiltà del loro ufficio in un momento in cui era messo in discussione.
Gli araldi d'armi, apparsi verosimilmente nel XII secolo (come risulta da una citazione tratta da Chrétien de Troyes datata alla fine del secolo), sono strettamente collegati allo sviluppo dell'araldica che da essi trae il nome.
Tratti dai ranghi dei giocolieri e dei menestrelli, gli ufficiali d'armi si specializzarono nei tornei, nelle giostre equestri e nei passi d'armi. Essi li annunciavano, vi conducevano i Cavalieri e li commentavano. In origine non erano legati ad un nobile in particolare, e conducevano una vita errabonda, contribuendo così alla fama di diversi cavalieri, raccontando le loro imprese ovunque si recassero. Questo ruolo ebbe un'influenza notevole sul loro ufficio.
In effetti tutta l'organizzazione del gruppo è legata ai tornei. All'inizio la distinzione degli ufficiali in base all'area di origine corrisponde alle divisioni territoriali dei gruppi di cavalieri nei tornei. In seguito, la gerarchia degli ufficiali d'armi è del pari sottoposta, almeno sul piano simbolico, alla cavalleria ed ai tornei. In effetti, come rammenta Olivier de la Marche nelle sue memorie, occorrono sette anni perché un attendente possa divenire araldo. La durata corrisponde al tempo occorrente ad uno scudiero per divenire cavaliere.

### Medioevo
Questo ruolo nei tornei ne fece degli esperti nei blasoni, cosa che permise loro di avere delle funzioni militari ufficializzate all'inizio del XIV secolo come mostra l'ordinanza di Filippo il Bello nel 1306 sul guanto di sfida. In effetti, non vi era uniformità nei contingenti di truppe forniti dai nobili, ed i combattenti si riconoscevano solo dalle armi che figuravano sulle bandiere, sui pennoni e sugli scudi. La conoscenza dei blasoni acquisita nel frequentare i tornei permetteva agli ufficiali d'armi di riconoscere rapidamente i protagonisti e di seguire lo svolgimento delle battaglie. Tutto ciò li rendeva preziosi, specialmente nel XIII secolo, quando le armi si sono meglio definite. Così essi si fermarono presso dei signori, pur conservando alcune peculiarità ereditate dal loro antico vagabondare, come la funzione di messaggeri, facilitata dalla immunità di cui godevano (in particolare il diritto di circolare liberamente ovunque si recassero). Essi acquisirono anche nuove competenze, specie nella definizione delle regole in materia di araldica e nella composizione degli armoriale.
Essi svolgevano sia compiti civili che militari.
Tra quelli civili c'era innanzitutto la compilazione dei rotuli degli stemmi e la cura dei registri di nobiltà. Erano anche responsabili del corretto svolgimento dei tornei tra cavalieri dei quali garantivano la regolarità delle armi utilizzate e, alla fine, ne proclamavano il vincitore. Partecipavano, inoltre, a tutte le cerimonie solenni di corte svolgevano incarichi diplomatici di fiducia presso i sovrani esteri.
In campo militare svolgevano il compito di messi per la dichiarazione di guerra o l'intimazione di resa. Per lo svolgimento di questi compiti erano considerati inviolabili. Gli araldi erano sempre nobili o erano nobilitati all'atto della nomina che avveniva con cerimonia solenne. Il nuovo araldo assumeva un nome spesso di un feudo o di un ordine cavalleresco e vestiva una cotta di velluto armeggiata. Prestavano, inoltre, uno speciale giuramento e formavano un collegio che eleggeva un capo detto re d'armi.

### Età moderna e contemporanea
Secondo i contemporanei, il XV secolo fu un periodo di crisi per l'ufficiale d'armi. Senza dubbio, vi ha molto contribuito il diritto accordato ad un capitano di media importanza di avvalersi dei servigi di un cavalcatore. In effetti, questa misura ha sicuramente comportato la moltiplicazione degli apprendisti, talora reclutati tra persone ritenute dai loro stessi pari indegne di questo ufficio, "de vielz menestrels qui ne poient plus corner" come dice l'araldo Sicile. Ma ciò che ha reso più debole il corpo degli ufficiali d'armi nel XV secolo fu senza dubbio il passaggio dall'esercito medioevale formato da truppe eterogenee (ost feudale) all'esercito permanente stipendiato. In Francia, a partire dal 1445, ai contingenti di vassalli che si radunavano sotto la bandiera del loro signore si sostituirono le compagnie d'ordinanza. Il ruolo militare degli ufficiali d'armi sparirà del tutto dopo la Guerra dei Trent'anni, il loro ruolo araldico scomparirà nel 1615, data di creazione dei giudici d'armi. Paradossalmente questo periodo di declino subito dagli araldi nel XV secolo può essere visto come l'apogeo dell'ufficiale d'armi. Infatti basta considerare la costituzione del collegio araldico francese nel 1406 o le richieste presentate ai principi presenti al congresso di Arras del 1435 per comprendere che gli araldi costituivano un corpo molto importante e riconosciuto di quel secolo.
Il vero declino dell'ufficiale d'armi sembra piuttosto porsi nel XVI secolo. Ciò fu dovuto ad un insieme di fattori di cui il principale appare essere il passaggio dal sistema feudale allo stato moderno che trasferisce tutti i poteri al monarca e sottrae alla nobiltà il suo carattere militare. Questo fenomeno si amplierà nel XVII secolo e l'ufficiale d'armi perderà le sue prerogative principali. Abbiamo già detto che il loro ruolo araldico scomparirà nel 1615, al momento della creazione dei giudici d'armi. Nel 1627 il collegio araldico francese perse la sua indipendenza e fu inserito nella struttura della casa reale dopo la soppressione del Conestabile. Poco più tardi furono messe in discussione le loro funzioni militari: Luigi XIII sarà l'ultimo re di Francia a circondarsi di araldi durante la Guerra dei Trent'anni. Infine il ruolo di maestri di cerimonie sarà loro sottratto dall'introduzione degli ambasciatori. Poi l'ufficiale d'armi, ridotto ad un semplice elemento della pompa imperiale e monarchica, sopravviverà in Francia fino al 1830. Così degli ufficiali d'armi parteciparono all'apertura degli Stati Generali del 1789, ai funerali di Luigi XVIII e alla consacrazione di Carlo X nel 1825. Li si ricorda per l'ultima volta alla testa del corteo del Te Deum che celebrava la presa di Algeri nel 1830.
Dopo quell'epoca gli uffici propriamente araldici passano ai consiglieri giudici d'arme ed ai genealogisti di corte, quelli cerimoniali ai maestri di cerimonie. Oggi solo alcuni paesi dispongono ancora di araldi, in particolare il Regno Unito, il Sudafrica, la Spagna ed il Canada. Sono presenti anche in Scozia, Irlanda e Paesi Bassi.

## Ufficiali d'armi inglesi
In Inghilterra gli ufficiali d'armi sono identificati con nomi propri che si tramandano e sono coincidenti con la carica.
- al vertice, il Conte maresciallo d'Inghilterra (Earl Marshal), carica ereditaria spettante al Duca di Norfolk, dal 2002, S.G. Edward William Fitzalan-Howard, XVIII Duca di Norfolk, che presiede e costituisce la monocratica Alta Corte di Cavalleria di S. M. (H.M.'s High Court of Chivalry) e il Collegio d'Armi (College of Arms)
- Re d'armi (King of Arms): Principale della Giarrettiera (Garter Principal King of Arms, competente per l'Inghilterra, Galles e Irlanda Settentrionale), di Clarenceaux (competente per l'Inghilterra a sud del Trent e il Galles), di Norroy e Ulster (competente per l'Inghilterra a nord del Trent e l'Ulster, incarico sorto nel 1943 a seguito dell'unificazione dei due precedenti uffici)

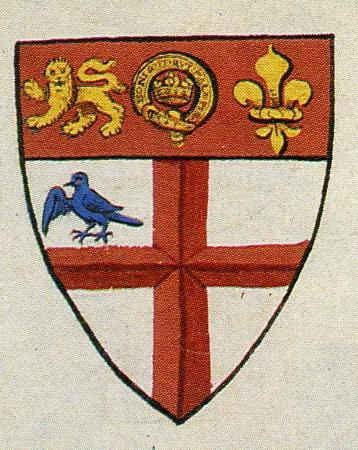
Garter
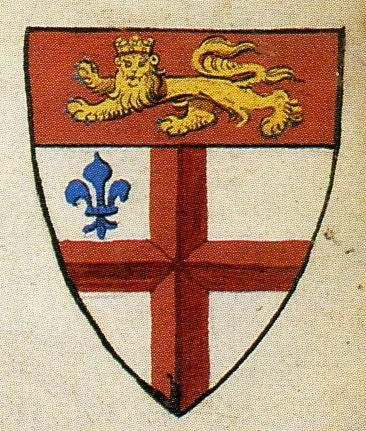
Clarenceaux
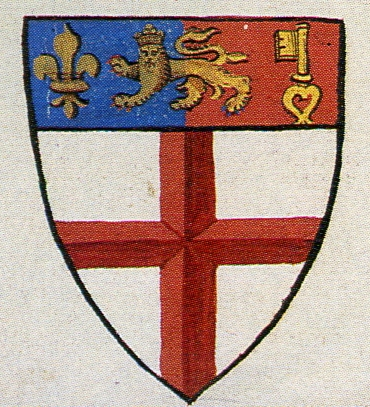
Norroy
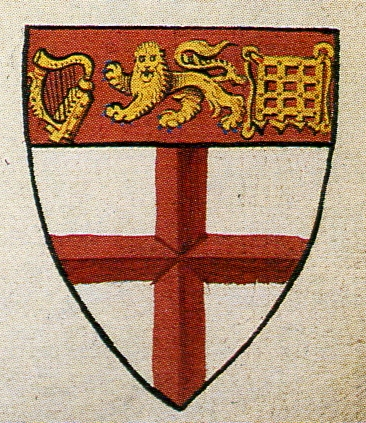
Ulster

- Araldi d'armi ordinari (Heralds of Arms in Ordinary): di Chester, di Lancaster, di Richmond, di Somerset, di Windsor, di York

Chester
Lancaster
Richmond
Somerset
Windsor
York

- Araldi d'armi straordinari (Heralds of Arms Extraordinary): di Arundel, di Beaumont, di Maltravers, di Nuova Zelanda (New Zealand), di Norfolk, di Surrey, di Galles (Wales-Herodr Arbennig Cymru).

Arundel
Beaumont
Maltravers
Nuova Zelanda
Norfolk
Surrey
Galles

- Persevanti d'armi ordinari (Pursuivants of Arms in Ordinary): Bluemantle (Mantello Blu), Portcullis (Saracinesca), Rouge Croix (Croce Rossa), Rouge Dragon (Dragone Rosso, gallese).

Bluemantle
Portcullis
Rouge Croix
Rouge Dragon

- Persevanti d'armi straordinari (Pursuivants of Arms Extraordinary): Fitzalan, Howard.

Fitzalan
Howard

- Altri ufficiali araldici (non membri del Collegio d'Armi): 
  - Re d'armi del Bagno (King of Arms of the Bath), ufficiale dell'Onorevolissimo Ordine del Bagno
    - Araldo del Corriere bianco (Blanc Coursier Herald), Genealogista dell'Onorevolissimo Ordine del Bagno ex officio, ufficiale dell'Ordine, Araldo Reale, ufficiale d'armi privato del Compagno Principale dell'Ordine del Bagno (1725-1857, abolito)
    - Araldo di Brunswick (Brunswick Herald), Gentiluomo Usciere della Mazza Scarlatta (Gentleman Usher of the Scarlet Rod), ex officio, ufficiale Gentiluomo Usciere dell'Ordine del Bagno (1725-1857, l'ufficio di Araldo di Brunswick fu abolito ma mantenuto quello di Gentiluomo Usciere)

  - Re d'armi del Distintissimo Ordine di San Michele e San Giorgio, ufficiale dell'Ordine
  - Re d'armi dell'Eccellentissimo Ordine dell'Impero Britannico, ufficiale dell'Ordine

## Ufficiali d'armi scozzesi

Membri della Corte del Lord Lyon (Court of the Lord Lyon)
  - Re d'armi Lord Lyon (The Right Honourable the Lord Lyon King of Arms), presidente e giudice monocratico della Corte del Lord Lyon, Re d'armi dell'Antichissimo e Nobilissimo Ordine del Cardo ex officio    - Lord Lyon

  - Araldi d'armi ordinari: d'Albany (vacante), d'Islay (vacante), di Marchmont, di Rothesay, di Ross (vacante), di Snowdoun
  - Araldi d'armi straordinari: d'Angus, delle Orcadi (Orkney, vacante)

Albany
Islay
Marchmont
Rothesay
Ross
Snawdoun
Angus
Orkney

- - Persevanti d'armi ordinari: di Carrick, di Dingwall, dell'Unicorno (Unicorn)
  - Persevanti d'armi straordinari: di Linlithgow, delle Falkland

Carrick
Dingwall
Unicorn
Linlithgow
Falkland

- - Persevanti d'armi vacanti: di Bute, di Kintyre, di March, di Ormond.

Bute
Kintyre
March
Ormond

- Altri ufficiali della Corte del Lord Lyon
  - Cancelliere del Lyon e Custode dei Registri (Lyon Clerk and Keeper of the Records)
    - Vice Cancelliere del Lyon (Lyon Clerks Depute, abolito nel 1867)

  - Procuratore Fiscale della Corte del Lord Lyon (Procurator Fiscal to the Court of the Lord Lyon)
  - Pittore araldo della Corte del Lord Lyon (Herald Painter to the Court of the Lord Lyon)
  - Mazziere del Lyon (Lyon Macer)
  - Vessillologo onorario della Corte del Lord Lyon (Honorary Vexillologist to the Court of the Lord Lyon)
- Persevanti d'armi privati. In Scozia ci sono, inoltre, quattro ufficiali d'ami privati, riconosciuti dalla Corte del Lord Lyon, nominati dai Capi Clan che si occupano delle questioni riguardanti l'araldica e la genealogia dei Clan
  - di Slains, nominato dal Capo del Nome delle Armi di Hay, il Conte di Erroll, Lord Alto Connestabile ereditario di Scozia
  - di Garioch, nominato dal Capo del Nome delle Armi di Mar, la Contessa di Mar
  - di Endure, nominato dal Capo del Nome delle Armi di Lindsay, il Conte di Crawford e di Balcarres
  - di Finlaggan, nominato dal Capo del Nome delle Armi di Macdonald e Alto Capo del Clan Donald, il Barone Macdonald of Sleat

Slains (arma del Clan Hay)
Garioch (arma del Clan Mar)
Endure (arma del Clan Lindsay)
Finlaggan (arma del Clan MacDonald of MacDonald)

## Ufficiali d'armi irlandesi

### Regno d'Irlanda (1542-1800) e Regno Unito di Gran Bretagna e d'Irlanda (1800-1922)
- Re d'armi d'Irlanda (Ireland King of Arms,1392-1485, abolito)
- Re d'armi per tutta l'Irlanda principale dell'Ulster (Ulster Principal King of Arms for All-Ireland, 1552-1922), Re d'armi (1783-) e Archivista (1890-) dell'Illustrissimo Ordine di San Patrizio ex officio
  - Araldo d'armi di Cork (Cork Herald), ufficiale dell'Ordine di San Patrizio
  - Araldo d'armi di Dublino (Dublin Herald), ufficiale dell'Ordine di San Patrizio
  - Persevante d'armi di Athlone (Athlone Pursuivant), ufficiale dell'Ordine di San Patrizio
  - quattro persevanti d'armi senza titolo, ufficiali dell'Ordine di San Patrizio

### Repubblica d'Irlanda (1943-)
- Ufficio genealogico (Genealogical Office)
  - Capo Araldo d'Irlanda (Chief Herald of Ireland - Príomh Aralt na hÉireann, 1º aprile 1943-)

## Ufficiali d'armi canadesi

### Autorità araldica del Canada (Canadian Heraldic Authority, CHA - Autorité héraldique du Canada (AHC)

Autorità Araldica del Canada

Governatore Generale del Canada, rappresentante S.M. il Re del Canada (The Governor general of Canada - la Gouverneure générale du Canada)

Governatore Generale del Canada

Segretario del Governatore Generale del Canada, Cancelliere Araldico del Canada (Secretary to the Governor General of Canada, Herald Chancellor of Canana - Secrétaire du gouverneur général du Canada, Chancelier d'armes du Canada)  - Cancelliere Araldico del Canada

  - Vice Segretario del Governatore Generale del Canada, Vice Cancelliere Araldico del Canada, Capo della Cancelleria degli Onori (Deputy Secretary to the Governor General of Canada, Deputy Herald Chancellor of Canada, head of the Chancellery of Honour - Vice-secrétaire du gouverneur général du Canada, Vice-chancelier d'armes du Canada, Chef de la Chancellerie des distinctions honorifiques)    - Vice Cancelliere Araldico del Canada

Vice Cancelliere Araldico del Canada

    - Capo Araldo del Canada (Chief Herald of Canada - Héraut d'armes du Canada)      - Capo Araldo del Canada

Capo Araldo del Canada

      - Vice Capo Araldo del Canada (Depute Chief Herald of Canada - le Vice-héraut d'armes du Canada)        - Vice Capo Araldo del Canada

Vice Capo Araldo del Canada

        - Araldi d'armi (Herald of Arms - Héraut) 
          - Araldi d'armi ordinari: Assiniboine, Athabaska (vacante), Coppermine, Fraser, Miramichi, Saguenay, Saint-Laurent
          - Araldi d'armi straordinari: Albion, Capilano (vacante), Cowichan (vacante), Dauphin, Niagara, Rouge
          - Araldi d'armi emeriti: Outaouais, Rideau

## Ufficiali d'armi dell'Impero d'India britannico (1858-1947)
- Araldo d'armi straordinario di Delhi (Delhi Herald of Arms Extraordinary, 1911-1931)
  - Assistente dell'Araldo d'armi straordinario di Delhi (Assistant Delhi Herald of Arms Extraordinary, 1911-1944)

## Ufficiale d'armi svedese
- Araldo di Stato (Statsheraldiker), responsabile dell'ufficio araldico degli Archivi nazionali di Svezia.

## Ufficiali d'armi sudafricani
Bureau of Heraldry (1º giugno 1963)
- Araldo di Stato (State Herald, fino al 2004 denominato informalmente Araldo Nazionale, National Herald), responsabile del Bureau of Heraldry, membro del Consiglio di Araldica ex officio e membro del direttorato degli Archivi nazionali
  - Assistente dell'Araldo di Stato (Assistant National Herald)
  - Artista capo araldico (Chief Heraldic Artist)
  - alcuni artisti araldici (Heraldic Artist)